# Óxido de bário
Óxido de bário, BaO, é um composto higroscópico branco formado pela queima de bário em oxigênio, embora seja frequentemente formado através da decomposição de outros sais de bário.
2Ba + O2 → 2BaO
BaCO3 → BaO + CO2
Transforma-se em hidróxido de bário em contato com água.
BaO + H2O → Ba(OH)2

## Usos
O óxido de bário é usado como um revestimento para catodos frios, e em tubos de raios catódicos. Ele é usado na produção de certos tipos de vidros tal como vidro crown óptico. Ele substitui óxido de chumbo, o qual foi usado para elevar o índice de refração, mas também aumenta o poder de dispersão. O óxido de bário somente eleva o índice de refração. Óxido de bário também tem uso como um catalisador de etoxilação na reação de óxido de etileno e álcoois, as quais ocorrem a 150 e 200°C.

## Segurança
O óxido de bário é um irritante. Se entra em contato com pele ou os olhos ou é inalado causa dor e vermelhidão. Entretanto, é mais perigoso quando ingerido. E pode causar náusea e diarreia, paralisia muscular, arritmia cardíaca, e pode levar à morte. Se ingerido, atenção médica deve ser procurada imediatamente.
Assim como o carbonato de bário é tóxico por ingestão pelo fato de reagir com o ácido clorídrico do estômago, produzindo cloreto de bário, que sendo solúvel, entra na corrente sanguínea e nos mais diversos processos do metabolismo.
BaO + 2 HCl  →  BaCl2  +  H2O
O óxido de bário é perigoso para o meio ambiente. Ele é nocivo especialmente a organismos aquáticos